# Mariano Hormigón Blánquez
Mariano Hormigón Blánquez (Zaragoza, 14 de mayo de 1946 - 21 de julio de 2004) fue un matemático e historiador español especializado en Historia de la ciencia. 

## Biografía
Estudió el bachillerato en el colegio Escolapios, y se licenció en Matemáticas en la Universidad de Zaragoza en 1970.
Perteneció al movimiento antifranquista y en 1966 ingresó en el Partido Comunista de España, entonces clandestino. En 1970 entró en el comité central, pero por discrepancias con las normas rígidas del partido, fue expulsado en 1974 (y posteriormente, en 1988). Fue un militante comunista durante toda la vida.
En diciembre del 2002 volvió a solicitar su ingreso. Declaró entonces:

Necesitaba el carnet por un cuestión de higiene. Moriré siendo comunista.

Su tesina Proyecto para una historia crítica de la matemática española fue rechazada por la Universidad de Zaragoza y tuvo que defenderla en la Universidad del País Vasco.
En 1977 entró como profesor ayudante de Análisis Matemático III en la Universidad de Zaragoza.
Se dedicó intensamente a la historia de las matemáticas, fundando el Seminario de historia de las ciencias y las técnicas de Aragón.
Su tesis de doctorado, titulada Problemas de Historia de las Matemáticas en España entre 1870 y 1920. Zoel García de Galdeano y Yanguas, fue también rechazada por presiones políticas. La defendió en la Universidad Autónoma de Madrid, donde obtuvo el grado de Doctor en Filosofía en 1982.
En 1982 fue elegido vicepresidente y director de la revista Llull.
Desde 1984 hasta 1993 fue presidente de la Sociedad española de historia de las ciencias, después Sociedad española de historia de las ciencias y las técnicas.
Desde 1986 fue profesor titular de Historia de la Ciencia en la Universidad de Zaragoza.
Dirigió el programa de posgrado y de doctorado en Historia de las ciencias y las técnicas en la Universidad de Zaragoza.
Escribió artículos periodísticos en Andalán, Diario 16 y El Periódico de Aragón. En su 50.º cumpleaños sus compañeros recopilaron sus artículos en el libro También el rojo está en el arco iris.
Tuvo tres hijos, Paula (con su primera compañera Maite Solas) y Zoel y Mariana (de su matrimonio con Elena Ausejo).

## Publicaciones disponibles en línea
En Internet Archive:
- La historia de la ciencia y de la técnica un arma cargada de futuro: ensayos en homenaje a Mariano Hormigón

En la página de la Organización de Estados Iberoamericanos:
- Ciencia e ideología: propuestas para un debate
- La influencia de las contribuciones científicas en los aspectos ideológicos de la economía política, con Serguei Kara-Murzá
- Paradigmas y Matemáticas: un modelo teórico para la investigación en historia de las matemáticas
- Sobre la internacionalización de las revistas matemáticas

Algunos artículos en El Periódico de Aragón:
- ¿Ayuda humanitaria? Archivado el 26 de septiembre de 2007 en Wayback Machine.
- Mentirosos Archivado el 26 de septiembre de 2007 en Wayback Machine.
- El académico y Dios Archivado el 26 de septiembre de 2007 en Wayback Machine.